# Klimontów
Klimontów ist eine Stadt im Powiat Sandomierski der Woiwodschaft Heiligkreuz in Polen. Sie ist Sitz der gleichnamigen Stadt-und-Land-Gemeinde mit 7987 Einwohnern (Stand 31. Dezember 2020).

## Geschichte
Gegen Mitte des 14. Jahrhunderts wurde das Dorf Klimontów gegründet, das auf dem Gebiet des heutigen Dorfes Górki lag. In der Nahe gründete Jan Zbigniew Ossoliński 1604 die Stadt Klimontów, wobei das gleichnamige Dorf zu existieren aufhörte. 1611 erhielt die Stadt das Privileg, das ihr das Recht, dreimal im Jahr Jahrmärkte abzuhalten, garantierte. Im Jahr 1613 wurde in Klimontów ein Dominikanerkloster gegründet und in den 1640er-Jahren erbaute man die Stiftskirche. 
1663 hatte Klimontów 24 Häuser und 530 Einwohner (darunter 129 Juden). In der zweiten Hälfte des 18. Jahrhunderts entstand eine Tuchmanufaktur. 1827 wuchs die Anzahl der Einwohner auf 1314 und die der Häuser auf 118. Eine Synagoge wurde 1851 fertiggestellt.
1870 wurden die Stadtrechte entzogen und zum 1. Januar 2020 wiedererteilt.

## Sehenswürdigkeiten
- Stiftskirche St. Josef (Kościół św. Józefa), von 1643 bis 1650 erbaut und 1648 eingeweiht. Stifter war 1637 Jerzy Ossoliński, Architekt Laurentius de Sent, Stuckateur Giovanni Battista Falconi. Ein Teil der Gemälde des frühbarocken Bauwerks schuf Maciej Topolski.[2]
- Synagoge, von 1846 bis 1851 errichtet. Nach Jahren des Verfalls wurde das Bauwerk wiederholt renoviert.

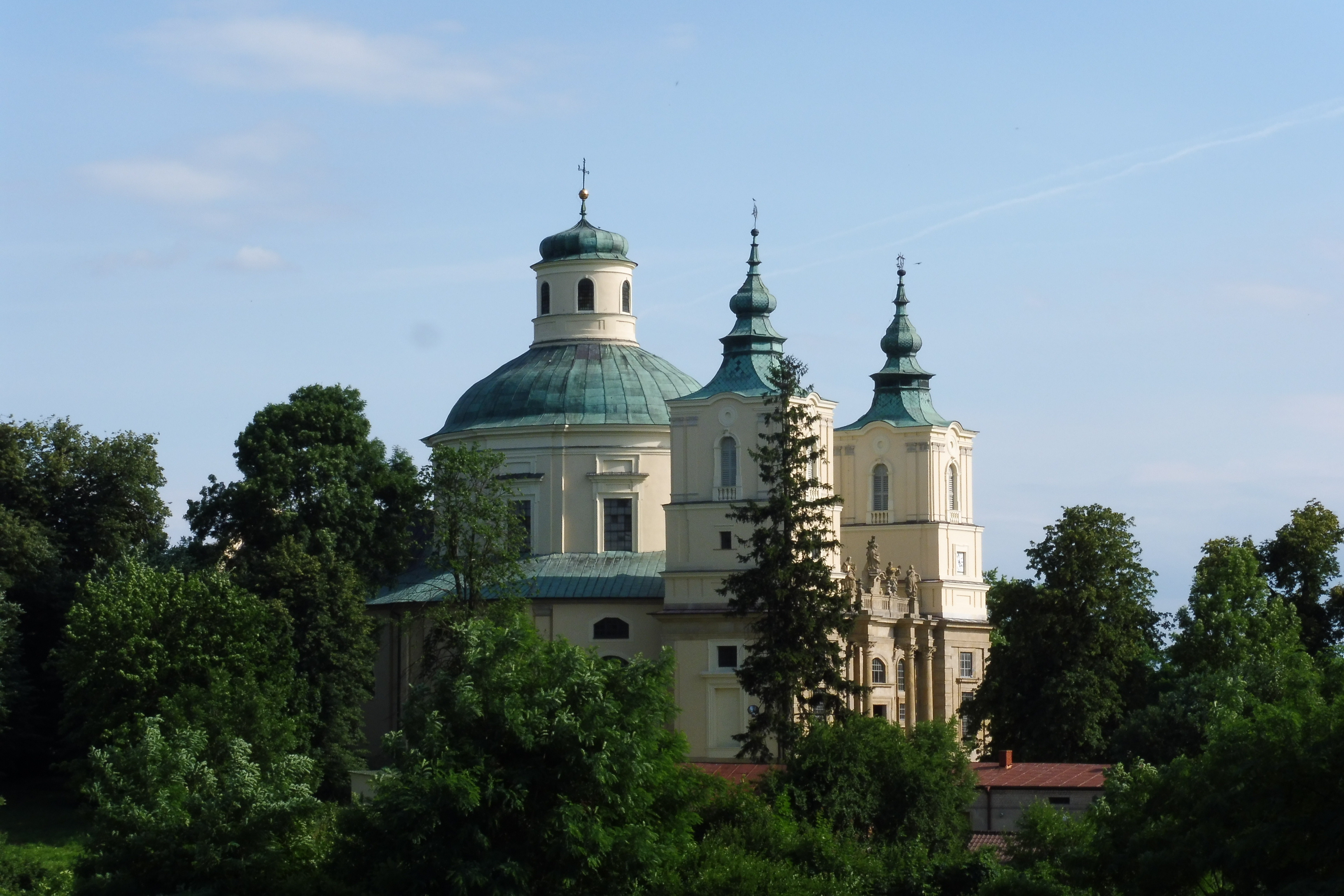
Gesamtansicht der Stiftskirche
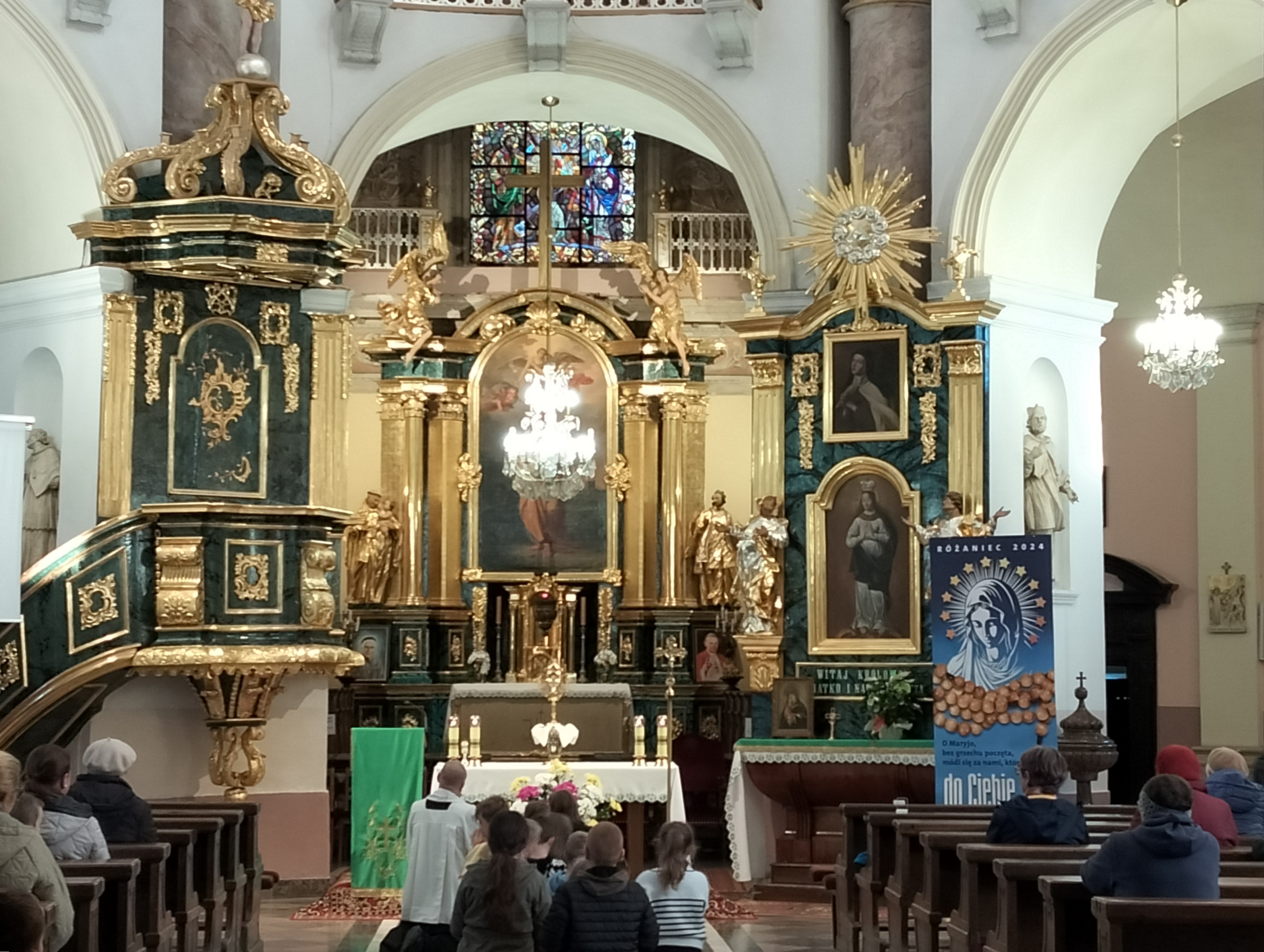
Altarwand
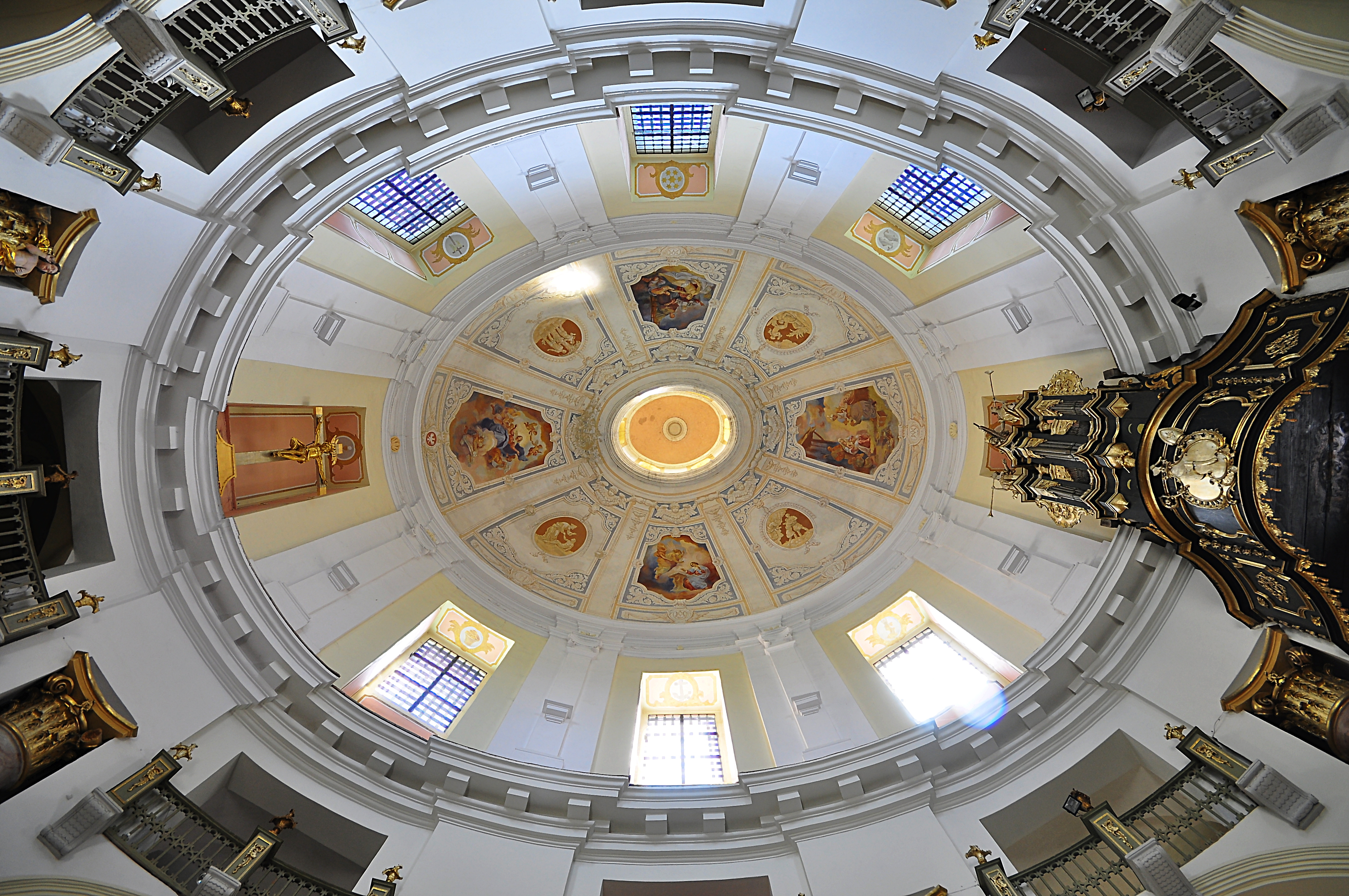
Kuppel der Kirche
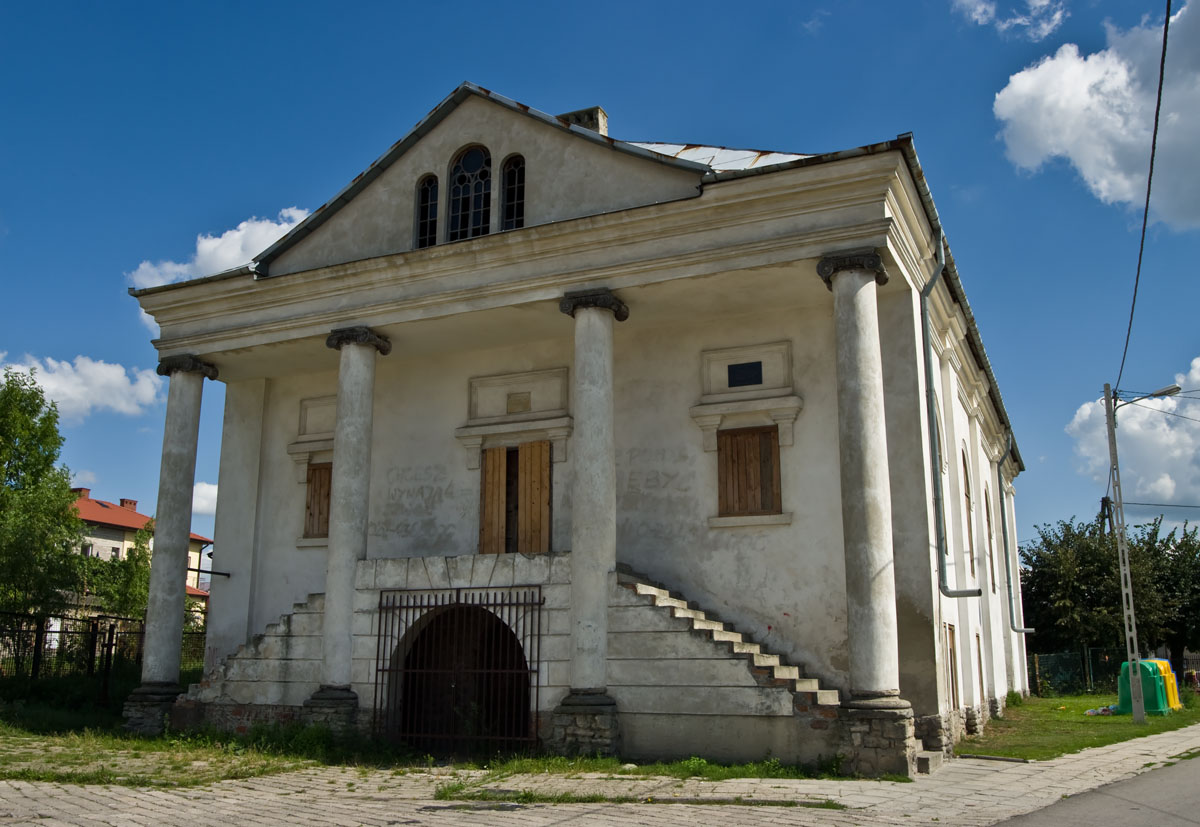
Synagoge der Stadt (2009)

## Gemeinde
Zur Stadt-und-Land-Gemeinde (gmina miejsko-wiejska) Klimontów gehören die Stadt und 34 Dörfer mit 35 Schulzenämtern.
Eine Gemeindepartnerschaft besteht mit der Stadt Hranice na Moravě in Tschechien.

## Persönlichkeiten
- Bruno Jasieński (1901–1938), Dichter.